# Ångermannabron
Ångermannabron är en balkbro över Ångermanälven i västra Sollefteå i Västernorrlands län. Bron är en del i riksväg 90 och förbinder stadsdelarna Rödsta i söder och Nipan i norr. Projekteringen påbörjades år 1998 med målet att avlägsna tyngre trafik från Sollefteås stadskärna. Bygget för Ångermannabron startade i oktober 2000 med Scandiaconsult som konstruktör. Den 18 juni 2003 invigdes bron för trafik.
Bron är 469 meter lång och 35 meter hög och bärs upp av fem betongpelare. Anders Kalén ritade och färgsatte bron; lådbalken i stål är målad röd och allt stål ovanför brobanan är målat marinblått. Namnet valdes via en lokal tävling för Sollefteå kommuns invånare. År 2004 var Ångermannabron en finalist i tävlingen Årets Byggen i tidningen Byggindustrin.

## Historia

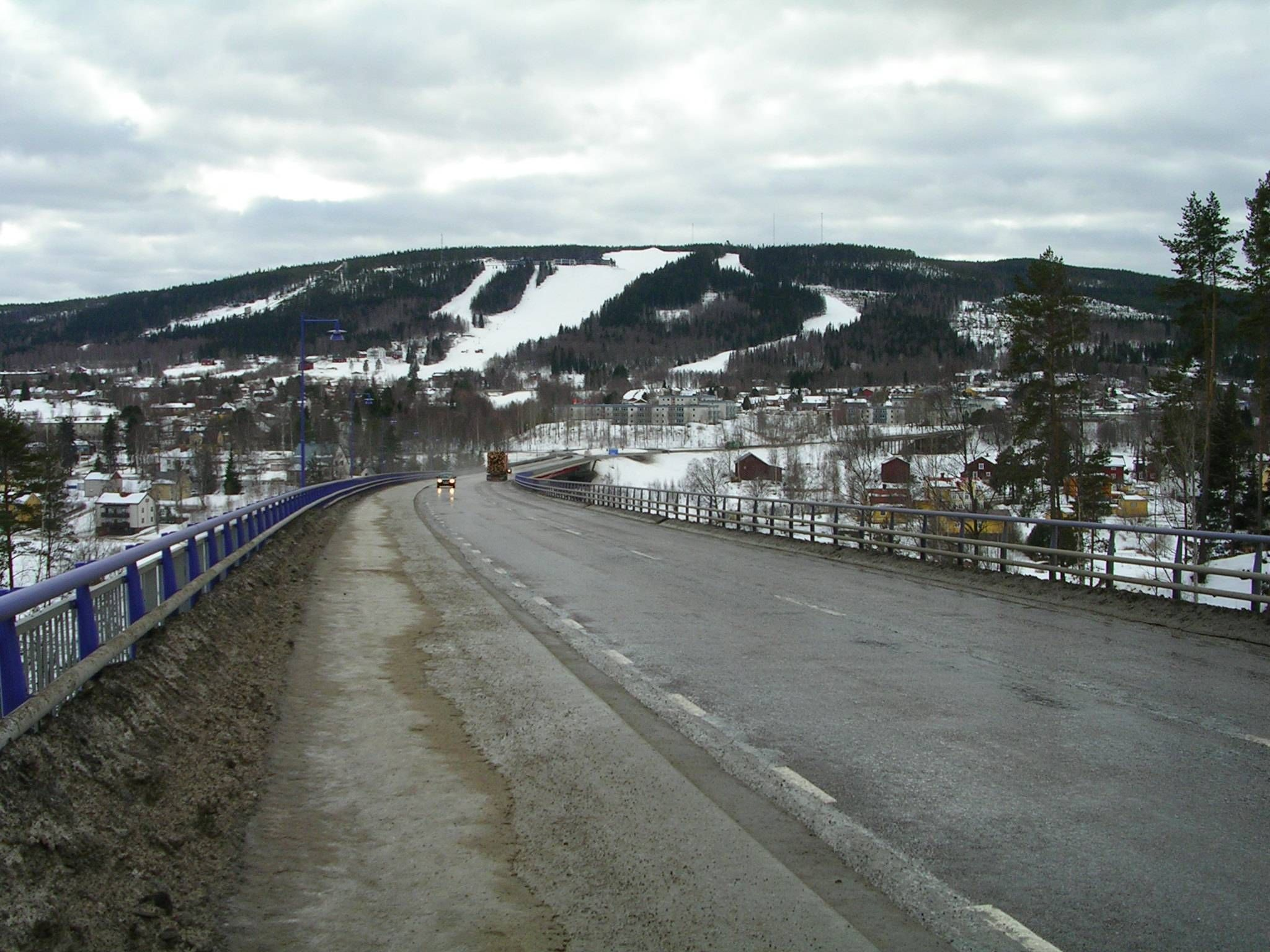
Ångermannabrons vägbana sedd norrifrån

Centrala Sollefteå utsattes för tung trafik eftersom riksväg 90 var belagd igenom stadskärnan. År 1998 påbörjades en projektering för en ny bro som skulle avlägsna trafiken från centrum. Den nya bron skulle även korsa Ångermanälven på en högre nivå jämfört med gamla bron. På så vis kunde branta tillfarter undvikas. Den nya bron skulle byggas i västra Sollefteå och förbinda den södra stadsdelen Rödsta med Nipan i norr. Bygget av bron, som fick namnet Ångermannabron via en lokal tävling för Sollefteå kommuns invånare, påbörjades i oktober 2000 med Scandiaconsult som konstruktör.
Den 18 juni 2003 stod bron klar och invigdes för trafik. I samband med brobygget anlades även två nya rastplatser på norra sidan. I mars 2004 nominerades Ångermannabron i tävlingen Årets Byggen som anordnades av tidningen Byggindustrin. Tävlingen hyllade byggnadsverk år 2003 och Ångermannabron var nominerad i kategorin Årets anläggning. Juryn valde bron tack vare dess "form och funktion" och benämnde den "en smäcker och trafikmässigt lyckad lösning". Priset vanns dock slutligen av Sundstorgsgaraget i Helsingborg.

## Design och konstruktion
Ångermannabron är 469 meter lång och en av de längsta broarna i Sverige. Bron är 35 meter hög och stiger med cirka fyra procent mot den norra stadsdelen Nipan. Bron är konstruerad i sju spann med en brobana i betong. Den bärs upp av en lådbalk i stål och fem betongpelare. Ångermannabron ritades av arkitekten Anders Kalén, som även färglade och belyste bron. Lådbalken målades i röd färg medan räcken, gatlyktor och allt övrigt stål ovanför brobanan färglades marinblått. Längs ena vägkanten finns en gångbana. Nattetid är bron belyst med hjälp av motriktade strålkastare som lyser upp den röda balken.

## Fotnoter
1. 1 2 3 4 5 6 7  ”Ångermannabron” (PDF). Cision. http://mb.cision.com/Public/MigratedWpy/93321/279070/ac656bdca13e6068.pdf. Läst 17 december 2014.
2. 1 2 3  ”Ångermannabron”. Origo Arkitekter. Arkiverad från originalet den 17 december 2014. https://web.archive.org/web/20141217174934/http://www.origoark.se/angermannabron_1/. Läst 17 december 2014.
3. ↑  ”Ångermannabron tävlar om titeln Årets bygge”. P4 Västernorrland. Sveriges Radio. 11 mars 2004. http://sverigesradio.se/sida/artikel.aspx?programid=110&artikel=382644. Läst 17 december 2014.
4. 1 2  ”Årets Byggen: Nominerade projekten klara”. Byggindustrin. Arkiverad från originalet den 17 december 2014. https://web.archive.org/web/20141217175705/http://byggindustrin.se/artikel/nyhet/%C3%A5rets-byggen-nominerade-projekten-klara-13281. Läst 17 december 2014.
5. ↑  ”Årets Byggen utsedda”. Byggindustrin. 15 mars 2004. Arkiverad från originalet den 18 december 2014. https://web.archive.org/web/20141218225511/http://www.mynewsdesk.com/se/pressreleases/aarets-byggen-utsedda-50729. Läst 18 december 2014.